# Гаш-Барка
Гаш-Барка (тигринья ጋሽ-ባርካ, англ. Gash-Barka, араб. المنطقة القاش وبركا‎) — одна из шести провинций Эритреи. Имея площадь 33 200 км² и население 708 800 человек (2005), провинция Гаш-Барка составляет почти треть Эритреи.

## География
Находится на юго-западе страны и граничит с провинцией Ансэба на севере, Маэкель (Центральной) и Дэбуб (Южной) провинциями на востоке; с Суданом на западе и Эфиопией на юге.

## Населённые пункты
Административный центр Гаш-Барки — г. Барэнту. Другие города: Акордат (бывший административный центр), Молки, Сэбдерат и Тэсэнэй.

## Административное деление
В состав провинции входят следующие районы:

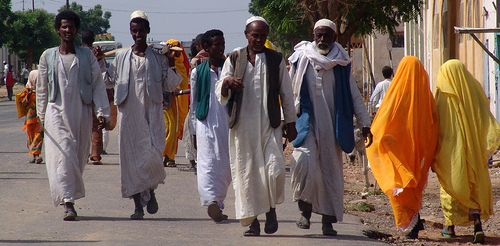
Мужчины Акордата

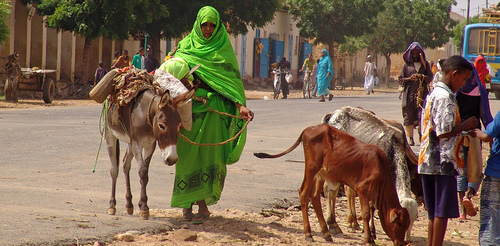
Женщины Акордата

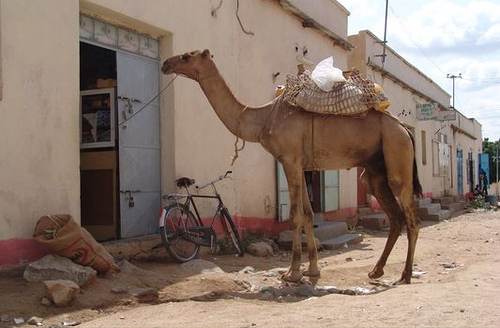
Барэнту

- город Акордат
- город Барэнту
- Дгхе
- Форто
- Гогне
- Хайкота
- Лого-Ансеба
- Менсура
- Моголо
- Молки
- Омхаджер (Omhajer) (Guluj)
- Шамбуко
- Тэсэнэй
- Верхний Гаш

## Экономика

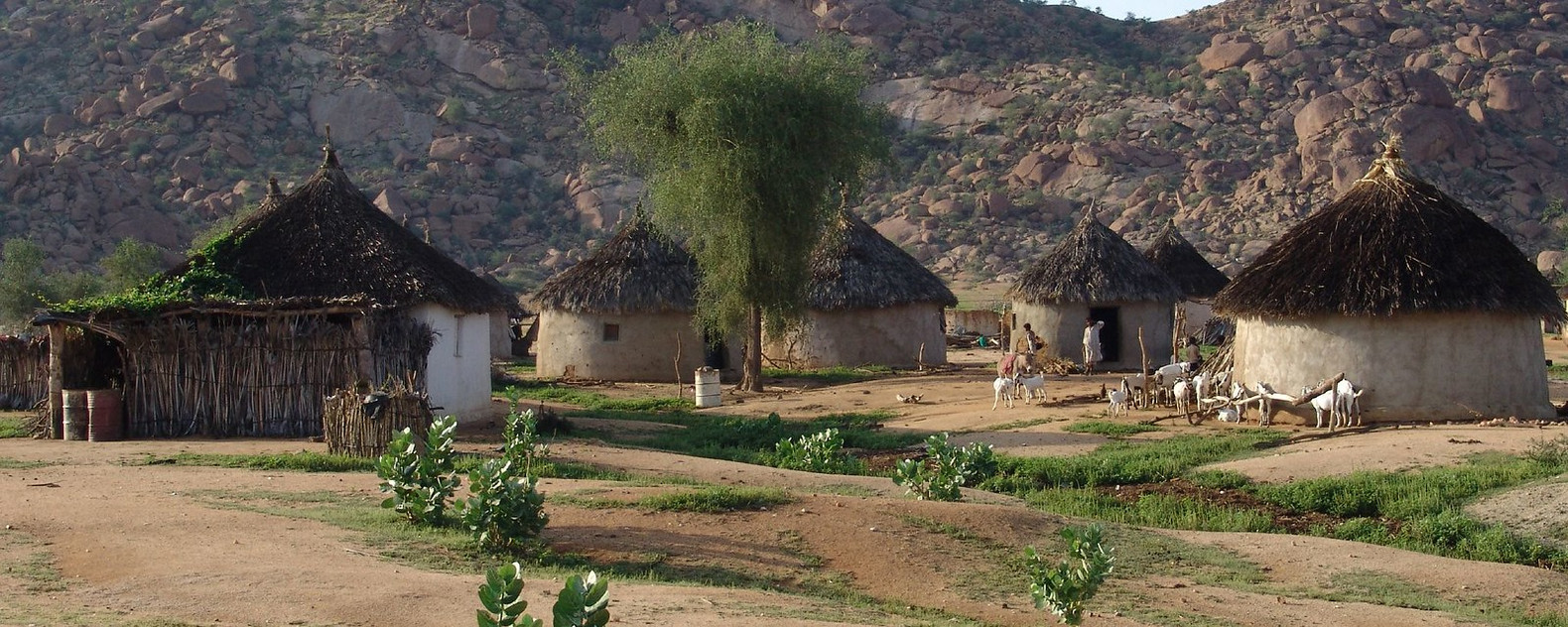
Рано утром в одной из деревень Гаш-Барки

Провинцию называют «житницей», поскольку там развито сельское хозяйство. В 2005 году, по имеющимся сведениям, в провинции насчитывалось более 3,5 млн голов скота и множество верблюдов. В провинции найден мрамор и другие полезные ископаемые, в том числе — золото. В Аугаро сохранились старые шахты и шахтное оборудование с тех времён, когда итальянцы вели здесь добычу золота.
Почти все местные жители выглядят здоровыми и неистощёнными, что довольно редко наблюдается в этом районе Африки.

## Зерновые культуры и экспорт
- Бананы
- Помидоры
- Хлопок
- Лук
- Просо
- Кунжут
- Болгарский перец
- Дыни